# Stipa milleana
Stipa milleana är en gräsart som beskrevs av Albert Spear Hitchcock. Stipa milleana ingår i släktet fjädergrässläktet, och familjen gräs. Inga underarter finns listade i Catalogue of Life.